# Молодіжна збірна Гамбії з футболу
Молодіжна збірна Гамбії з футболу — національна молодіжна футбольна збірна Гамбії, що складається із гравців віком до 20 років. Вважається основним джерелом кадрів для підсилення складу основної збірної Гамбії. Керівництво командою здійснює Федерація футболу Гамбії.
Команда має право участі у Молодіжному чемпіонаті Африки, у випадку успішного виступу на якому може кваліфікуватися на молодіжний чемпіонат світу до 20 років. Також може брати участь у товариських і регіональних змаганнях.